# Антигона (трагедија)
Антигона (грч. Ἀντιγόνη) је Софоклова трагедија из 5. века п. н. е.. То је класична трагедија старогрчке драмске уметности. Драма је подељена у седам чинова. Поред дела од пет епизода (чинова) има још почетни део — пролог и завршни део — ексоду, у који је укључена и катастрофа драме. Главни ликови у драми суСофокле: Антигона, ћерка тебанског краља Едипа, њена сестра Исмена, нови краљ тебански Креонт, син му Хемон, жена Еуридика и пророк Тересија. Радња драме је смештена у Тебу (Стара Грчка), у време владавине краља Креонта.
У драми „Антигона” изузетно је занимљива карактеризација ликова, јер је Софокле врло сликовито описао њихове карактере који симболишу неке универзалне вредности и принципе. Главни ликови дела Антигона симболизују међусобно супротстављене идеале и тежње, а сукоб непомирљивих ставова на крају доводи до катастрофе која је описана у ексоди.
За боље разумевање треба прочитати и Софоклову драму „Краљ Едип”, која објашњава догађаје који претходе. „Краљ Едип” је прва драма у трилогији, у коју још спадају „Антигона” и „Едип на Колону”.

## Увод у разумевање драме
Према Зорану Милутиновићу, које је приредио пропратне текстове за Антигону, коју је објавио завод за уџбенике у Београду, говори да о грчким трагедијама не можемо приступити са модерним наративом и схватањем. Трагедије као играна форма су настале из циклуса песама о Дионису. С временом се трагедије од песама за Диониса мењају у игроказе о темама из грчке митологије и на крају на теме, које је сам бирао драмски писац. У периоду писање Антигоне дешава се промена форме трагедије. Из хора иступа хоровођа и уводе се два глумца.
Морална гледишта модерне духовности за старе Грке је била страна. Религиозност је била јавна ствар и ствар припадања одређеној заједници. За њих постојање страних богова и божанстава није било ништа чудно, ни ново. Они су чак веровали да та нова божанства су само други облик поштовања истог божанства. Афродита јесте била богиња лепоте и љубави, али то не значи да Грци у Египту не могу поштовати страну богињу, јер љубав и лепота независно постоје од форме култа. С тим у вези такође је битно да одбацимо моралне и филозофске погледе аврамских религија код којих духовност примарно означава и личну обавезу веровања, и одбацује друга веровања за погрешне и стране. Основна разлика и лежи у непостојању кодекса религије код старих Грка, док код хришћана, жидова и муслимана постоје такве верске књиге. У античкој Грчкој верски преступи су једино кажњавани ако се радило о неучествовању у јавном животу полиса, те оштећивању верских објеката и кипова.
Према томе трагедија није само једна уметничка форма, ни само део религиозног ритуала, него и својеврсна друштвена установа. Хор је заступник колективитета и анонимног бића које приказивање трагедије прати из гледалишта. Задатак гледалишта је да својим песмама изрази осећања грађана. Јунак је, насупрот хору, индивидуализовано лице и његово деловање представља
средиште драме. За старе Грке није постојао јединствени кохерентни правни систем и имао је различите степене. С једне стране право је оно што произлази из моћи и силе и из оног што произилази из вршења власти. С друге стране постоји и нешто као „Зевсова правда”. То је устоличени божански космички поредак који надилази владара и силника, и што његову „правду” може да покаже као неправду. У круг трагедија које преиспитују појам права и правде спада и „Антигона”.

## Претповест — увод у драму
Претповест „Антигоне” започиње у делу „Краљ Едип”. Пророчиште је саветовало тебанском краљу Лају, Едиповом оцу, да не треба да има деце, али је он то занемарио. Његов род је зато стигла казна која се протеже и на треће колено. Лаја је у незнању убио син Едип који се, такође у незнању, оженио сопственом мајком, Лајевом удовицом Јокастом. Јокаста је родила четворо деце: Полиника, Етеокла, Измену и Антигону.
Радња трагедије започиње када се два брата, Етеокло и Полиник нађу на супротним зараћеним странама. Наиме, један од њих, Полиник, одлази из Тебе јер му други, његов брат Етеокло, након годину дана владавине не препушта власт по договору. После неког времена Полиник се враћа, са намером да покори Тебу. Ускоро долази до сукоба браће који истовремено један другог пробадају мачем и обојица умиру. Власт добија брат Едипове жене, Креонт. Он наређује да се Етеоклово тело достојно сахрани, а Полиниково, због његове издаје, остави без обредног покопа. Тада почиње радња саме „Антигоне”.

## Радња драме
Драма почиње обраћањем Антигоне сестри Исмени, када јој саопштава да намерава тајно да покопа свог вољеног брата Полиника. Исмена одбија да учествује у том чину и покушава да одговори Антигону од свог наума. Антигона, упркос сестриној забринутости и свесна последица, одлази до места где јој лежи мртав брат и неприметно посипа обредни прах по његовом телу и извршава уобичајени обред. Кад стражари виде шта је учињено против краљеве наредбе, један од њих одлази да то саопшти краљу. Креонт, узнемирен и запрепашћен, наређује да се нађе кривац или ће се окривити стражари. У међувремену стражари уклањају прах са мртвог тела и убрзо после тога налазе уплакану Антигону крај мртвог брата. Тада је одводе Креонту, који је осуђује на смрт. Антигона свесно стоји иза свог дела и објашњава Креонту да она подједнако воли своју мртву браћу и да се морају, пре свега, поштовати Божји закони о покапању мртвог човека, који говоре да душе непокопаних тела лутају по овоме свету и не могу отићи у Хад.
Упркос њеном објашњењу, Креонт не опрашта Антигони непоштовање прописа, који држи за непоштовање његове уредбе, то јесте уредбе полиса Тебе. Она је заиста покопала непријатеља града Тебе и тако учинила значајан кривични чин. После тога његов син Хемон, који је Антигонин вереник, долази оцу и моли га да опрости Антигони. Креонт ову молбу одбија и наређује да се Антигона жива закопа у краљевску гробницу и да јој се даје хране и воде тек толико да не умре. Док је одводе у гробницу у стени, Антигона се јада првенствено боговима, јер не разуме зашто је кажњавају, иако је поступала по њиховим законима. У Тебу после тога долази Тиресија, слепи пророк, у пратњи једног дечака. Он разговара са Креонтом и прориче му да ће га снаћи горка судбина ако не ослободи Антигону и одмах не покопа мртво Полиниково тијело. Пошто Тиресија оде, Креонт се уплаши онога што му је овај рекао и наређује да се сместа тајно покопа Полиниково тело, а да се Антигона ослободи.
Гласник обавештава Тебанце и Креонтову жену Еуридику о судбини која је снашла Креонта. Описује како је Креонт отишао са слугама да ослободи Антигону, али је тамо затекао свог сина Хемона поред девојке која се обесила. Син је огорчен кренуо мачем на оца, али му је овај побегао. После тога Хемон, разочаран у свој покушај да убије оца и истовремено бесан на њега, забија мач себи у тело. Након тога гласници саопштавају мајци Хемоновој да јој је син мртав. Након што је гласник то рекао у Тебу улази огорчени Креонт и чује вест да му се и жена Еуридика убила, од туге за сином. Креонт се тада каје због своје неразумности, али касно — сукоб њега и Антигоне је оба лика одвукао у пропаст.

### Ликови
- Антигона — Едипова кћи. Она пркоси грађанском закону и забрани сахрани да се тело њеног брата Полиника достојно сахрани и жели да одржи божански закон. Захтева да се мртви сахране како доликује. Часна и тврдоглава, ставља моралне вредности изнад свог живота
- Исмена — Едипова кћи, Антигонина сестра. Она одбија да се придружи сестри и не послуша Креонтова наређења, али касније жели да јој се придружи у смрти. Иако послушна, ипак остаје одана својој сестри
- Креонт — тебански краљ, ујак Полиника, Антигоне и Исмене, брат њихове мајке и Едипове жене (и мајке) Јокасте. Његова наредба да се остави Полиниково тело да трули, и његова ароганција покрећу све трагичне догађаје
- Хемон — Креонтов син, Антигонин вереник. Обећан му је брак са Антигоном. Свађа се са оцем, умире због Антигоне
- Еуридика — Креонтова жена, Хемонова мајка
- Тиресија — слепи пророк
- Стражар
- Први гласник
- Други гласник
- Хор стараца тебанских — у драми има улогу наратора
- Пратња Креонтова и Еуридикина[6][7]

### Анализа ликова
Антигона је кћерка Едипа и његове жене и мајке Јокасте, а такође је вереница Креонтовог сина Хемона и Исменина сестра. Она представља трагичког јунака, који се бори за правду и моралне законе. Њена два брата, Полиник и Етеокле, сукобили су се у рату и убили један другога. Она је сахранила Полиника, упркос забрани краља Креонта да буде сахрањен због његовог војног похода на Тебу после ког је окарактерисан као издајник отаџбине. Није марила ни за Полиников чин, а нити за краљев проглас, те је поступила по божјем (етичком) закону. Њена тешка судбина само је наставак лоших односа и догађаја у њеној породици, а који потичу од односа са оцем Едипом. Антигона је посредник сукоба божјег и људског. И поред смртне пресуде не каје се због свог дела, а својим идеалима остаје верна до краја.
Креонт је тебански краљ, тиранин, који је дао проглас забране сахране Полиника, који Антигона није поштовала. Креонт је због тога осудио Антигону на смрт. Тврдоглаво не попушта у својој одлуци иако га и народ (хор), син Хемон и Тиресија одговарају и предвиђају зло уколико неправедно казни Антигону. Када на крају драме увиди да је направио велику грешку, покушава да се искупи, али тада је већ касно. Затиче Антигону обешену у загрљају сина Хемона. Хемон се угледавши Креонта, убија пред њим. Када Креонтова жена Еуридика од гласника сазна за смрт сина, она не може да поднесе бол и убија се. Тада проклиње Креонта да до краја свог живота пати за сином и женом које је убио својим поступцима.
Исмена, Антигонина сестра, кћерка Едипа и Јокасте и Антигонина сестра, због страха од казне није желела да сахрани Полиника те покушава да одговори и Антигону од тог дела. Исмена преклиње Антигону да не пркоси Креонтовој забрани, и говори јој да је већ изгубила и два брата, мајку и оца и да не жели да изгуби своју једину сестру. Када долази код Креонта који им суди за кршење закона, она и поред тога што није сахранила Полиника жели да подели кривицу са Антигоном, те да заједно сносе последице Антигониног поступка. Антигона одбија да Исмена са њом подели казну и говори јој да тако неће доказати веру у Божије законе. Исмена се не бори ни за божанске, нити за световне законе, већ жели да сачува своју сестру.
Хемон је Креонтов син и Антигонин вереник. Креонтова окрутност и одлука у којој осуђује Антигону и наређује да буде жива зазидана веома га погађа. У четвртом чину драме Хемон улази у расправу са оцем у којој га моли да поштеди Антигону. Креонт своју одлуку прекасно поништава, и затиче већ обешену Антигону у загрљају Хемона. Хемон се тада убија пред Креонтом, због туге према Антигони и мржњи према оцу. Када чује вест о смрти свог сина, Еуридика, краљица, такође се убија, проклињући Креонта.
Тиресија је мудар и чувен пророк, за чија предсказања важи да ће се сигурно обистинити. Он прориче Креонту да ће се крв некога из његове породице пролити ако неправедно осуди Антигону. У страху да та крв не буде његова, Креонт због предсказања и притиска народа (хора) и Хемона поништава Антигонину казну, али тада је већ касно, јер се Антигона већ обесила.
Хор представља тебански народ. Кроз целу драму има улогу наратора — коментарише, саветује одређене ликове како да поступају и описује неке прошле догађаје који су важни за ток драме.

## Структура драме
Структуру дела Антигона чине: пролог (почетни део), пет епизодија, и ексода (завршни део). У ексоду је укључена и катастрофа драме.

### Пролог (1. чин)
Креонт долази на власт и упознаје поданике са својом одлуком да се Полиник не сме сахранити на традиционалан начин јер у њему види издајника и човека који је хтео да сруши Тебу, док се Етеокле сме сахранити јер је он бранио Тебу од издајника (Полиника). Разговор Антигоне и Исмене представља нам њихове ставове и Антигонину намеру да сахрани Полиника и поред Креонтове забране. Долази стражар који саопштава да је неко већ погазио његов закон, то јест да је неко танким слојем земље прекрио Полиниково тело. Та вест у Креонту изазвала је бес и наређује да се нађе онај који је починио ово дело. Оглашава се хор и та хорска песма је химна човеку и једно од најлепших места у драми.

### Прва еписодија (2. чин)
Стражари откопавају Полиниково тело и тако намамљују починиоца да поново дође и прекрије тело земљом. Антигона то и чини, и стражари је тада хватају. и одводе код Креонта. Из дијалога између Антигоне и Креонта се види колико је она доследна Божијим законима и да их сматра јединим исправним. Не плаши се смрти јер зна да гине радећи праведну ствар. Долази Исмена која жели да подели казну са Антигоном на шта она не пристаје.

### Друга еписодија (3. чин)
Хемон долази код оца. Одвраћа га од намере да је усмрти јер је недужна и јер је народ на њеној страни. Говори Креонту да је полудео и да више не зна какве одлуке доноси. Хемон говори да је мудрост саслушати шта други говоре и мисле. Креонт му одговара и каже да државом влада краљ, а не народ и да је строгоћа краља мерило краљевске моћи. Креонт упркос молбама народа и Хемона доноси одлуку да се Антигона жива зазида и да добија храну и воду тек толико да преживи.

### Трећа еписодија (4. чин)
Хемон долази код оца. Одвраћа га од намере да је усмрти јер је недужна и јер је народ на њеној страни. Говори Креонту да је полудео и да више не зна какве одлуке доноси. Хемон говори да је мудрост саслушати шта други говоре и мисле. Креонт му одговара и каже да државом влада краљ, а не народ и да је строгоћа краља мерило краљевске моћи. Креонт упркос молбама народа и Хемона доноси одлуку да се Антигона жива сазида и да добија храну и воду тек толико да преживи.

### Четврта еписодија (5. чин)
Антигона пева тужну песму о свом животу и размишља о својој судбини и идеалима. Хор тада описује друге несретнике у грчкој митологији који као она неправедно и мучно страдају.
На сцену ступа мудрац Тиресија; убеђује Креонта да одустане од извршења неправедне казне, позивајући се на своје мудрачко искуство. Тиресија прориче да ће се ако се ово дело испуни, нечија крв пролити и да ће то бити освета богова због неправедне смрти Антигоне. У страху да то не буде његова крв Креонт поништава одлуку, али тада је већ касно.

### Пета еписодија (6. чин)
Хемон долази да ослободи Антигону, али је она већ обешена. Он тугује за њом, и када угледа Креонта који улази да ослободи Антигону, Хемон се пред њим убија.

### Ексода (7. чин)
Гласник преноси тужне вести у Тебу. Еурудика, Хемонова мајка и Креонтова жена пита гласника да ли су вести истините. Он јој препричава како се Хемон убио пред оцем када је угледао мртву Антигону. Еуридика одлази у двор проклиње Креонта јер је својом окрутношћу и неморалним поступцима убио сина, и потом се убија. Креонт се враћа у Тебу и хоровођа и гласник му саопштавају нову тужну вест. Креонт на крају драме моли богове да му узму живот, јер је највећа казна за њега да остане сам да живи и да целог живота пати за женом и сином.

## Анализа дела
У средишту драмске радње је Антигона и њена сестринска љубав, а извор сукоба и узрок Антигониног страдања је несклад између налога и закона власти на једној страни, и налога или диктата срца и неписаних закона морала на другој. Антигона је, као појединац, супротстављена власти, која је оличена у Креонту. Антигона у преводу значи „против генерације”. У том супротстављању појединац је усамљен и немоћан, те је његово страдање неминовно. Главни јунакиња Антигона од самог почетка зна исход овог сукоба, али и поред тога не одустаје од својих намера које су узвишене. Из тих разлога је и ово страдање главне јунакиње попримило ореол трагичности, јер се она бори за право на љубав према брату, која је старија од сваког закона и за право да сама одлучује како ће поступати. Иако страда и испашта, Антигона не мрзи. Између љубави и мржње она бира љубав, јер како каже: „За љубав, не за мржњу, ја сам рођена”. У борби за слободу одлучивања, а за љубав, за природно право да брату ода дужну пошту, Антигона показује храброст, одлучност и доследност, али уједно и нежност и пожртвованост.
Антигони снагу даје и уверење да поступа часно и да се залаже за праведну ствар која не повређује друштвене норме. Међутим, она ипак страда, у чему и лежи њена трагичка кривица — свесно је изабрала оно што је забрањено. Наравно, на њеној страни су и божји закони, за које ће сама рећи да су неписани али вечни. Драмски токови, збивања, испољавања осталих јунака драме и наступи хора разоткривају сву трагику јунакиње. Лепота Софоклове драме је и у томе што ни Креонта, узрочника Антигониног страдања и трагике, не приказује као сувише мрачну и изопачену личност. Крај драме, нарочито његова јадиковања показују да је и сам велики страдалник и највећи губитник.
Софоклову трагедију обележава карактер који је психолошки осветљен и мотивисан. Софокле ће рећи да он приказује људе онакве какви треба да буду, а Еурипид онакве какви јесу. Софоклови јунаци су обликовани према идеалним нормама. То је код Софокла свесни поступак. Јачину карактера главног јунака наглашава поступком увођења јунака са цртама карактера супротне природе: храброј и одлучној Антигони супротстављена је плашљива Исмена. Софокле је први трагичар који је у драму увео јунакиње, односно жене.

## Савремене интерпретације
Француски драмски писац Жан Ануј је 1944. године написао комад у коме је радња смештена у савремено доба. Ova модерна интерпретација Софоклове трагедије настала је као реакција на драматична збивања у Француској. Анујева Антигона је први пут изведена почетком 1944. у окупираном Паризу. Према сведочењима, у току окупације представу су осим Француза, гледали и немачки официри и војници, видећи у Креонту симбол своје непобедивости. Антигону је играла глумица Монел Валентин а режисер и костимограф био је Андре Барсак. Представа је за годину дана изведена 226 пута, прво у окупираном а после и у ослобођеном Паризу. У свом делу Жан Ануј није директно следио Софоклову „Антигону”, већ је написао модерну интерпретацију класичне трагедије. Ануј реконструише драму, како би је прилагодио свом времену. Код њега нема пророка Тиресија и још неких ликова, али има анахронизама: стражари играју карте, жваћу дуван и пуше цигарете. Ту су и антикварнице, барови, филмови и аутомобили. На овај начин Ануј популаризује драму и чини је приступачнијом. Маестрално, Ануј је успео да представи отпор неправди као идеал коме сви треба да тежимо.
Немачки писац Бертолд Брехт је написао модерну верзију ове драме.
Драматуршкиња Маја Тодоровић је у драми „Антигона 1918” ову Софоклову драму померила неких 25 векова у будућност, у период одмах по завршетку Првог светског рата. Софоклов савременик Тукидид је историјски период настанка оригиналног текста описао као време у коме је „отац радио о глави сину, син оцу, брат брату”, у чему се јасно уочава драматуршка паралела са дешавањима која су обележила скоро цео двадесети век на Балкану. Драма је, у режији Милана Нешковића, премијерно изведена 24. јануара 2019. у Српском народном позоришту у Новом Саду.

## Цитати из дела
- За љубав, не за мржњу ја сам рођена. (Антигона)
- За немогућим не ваља тежити. (Исмена)
- Не воли нико гласника лоших вести. (Стражар)
- Код зимске бујице дрвеће — видећеш што њој попушта то сиби сачува / А опре ли јој се с корењем га ишчупа. (Хемон)
- Човек највише онакав вреди, што је сваког знања пун. (Хемон)
- Тврдоглавост је исто што и безуље. (Тиресија)
- A ја за љубав само на тај дођох свет. (Антигона)[1]